# Evan Rogers
Evan Rogers este un producător de muzică originar din S.U.A.. Alături de Carl Sturken, a colaborat cu nume ale muzicii contemporane precum Rihanna sau Christina Aguilera.